# Michael Leiter
Pour les articles homonymes, voir Leiter.
Michael P. Leiter, directeur du Centre of Organizational Research and Development (COR&D) de l’Acadia University et détenteur d’une Chaire de recherche du Canada sur la santé et le bien-être au travail, est un psychologue-chercheur dans le domaine de l’engagement des employés et, du revers de la médaille, soit l’épuisement professionnel.

## Principale bibliographie
- Michael P. Leiter et Christina Maslach, Banishing Burnout: Six Strategies for Improving Your Relationship with Work., Jossey-Bass, 2005
- Michael P. Leiter et Christina Maslach, Preventing Burnout and Building Engagement: Team Member's Workbook, Jossey-Bass, 2000
- Michael P. Leiter, Developing Human Service Networks, Irvington Pub), 1983

## En français
- Christina Maslach, Michael Leiter (trad. de l'anglais), Burn-out. Le syndrome d'épuisement professionnel, Paris, Les arènes, 2011, 270 p. (ISBN 978-2-35204-132-0)